# British Central Africa Company
The British Central Africa Company Ltd, plus couramment British Central Africa Company (BCAC)  est l'une des quatre plus grandes compagnies européennes qui opérèrent au Nyassaland (aujourd'hui Malawi). La compagnie est instituée en 1902 pour gérer les intérêts d'Eugene Sharrer, un entrepreneur qui s'était installé dans le Protectorat britannique d'Afrique centrale. Eugène Sharrer est le principal actionnaire de la compagnie à sa création. Les activités d'origine concernent le transport et le commerce, mais ces activités sont cédées en 1930. Durant la majeure partie de la période coloniale, ses vastes domaines agricoles produisent du coton, du tabac et du thé. La BCAC acquiert la réputation, dans ses relations avec ses « locataires », d'être un propriétaire foncier brutal et exploiteur,. En 1962, un peu avant l'indépendance, l'entreprise vend la majeure partie des terres inexploitées qu'elle possède au gouvernement du  Nyassaland, tout en conservant quelques plantations et deux usines de thé. Son nom devient The Central Africa Company Ltd et elle est achetée par le groupe Lonrho en 1964.

## Histoire
La British Central Africa Company Ltd était dite « de Londres », ce qui suppose qu'elle fut enregistrée en Angleterre, mais il n'existe pas de trace de cet enregistrement ; l'entreprise avait un bureau à Londres, situé à Thames House, un quartier d'affaires. La compagnie devient The Central Africa Company Ltd ainsi qu'une filiale de Lonrho (Malawi) Ltd en 1964. À l'origine, ses bureaux et ses entrepôts au Malawi se trouvent à Kabula, près de Blantyre, sur des terres appartenant à Eugene Sharrer. L'entreprise se délocalise de Kabula à Limbe au moment où s'ouvre la ligne de chemin de fer des Shire Highlands Railway qui dessert cette ville. L'entreprise existe toujours et son « quartier général » se trouve toujours à Limbe,. Lonrho vend la Central Africa Company Ltd à l'African Plantations Corporation en juin 1997.

## Eugene Sharrer
Eugene Sharrer, décrit comme un colon archétypal, arrive en Afrique centrale en 1888 et commence à travailler dans le commerce de l'ivoire. Son activité commerciale se développe et il œuvre dans le domaine de la vente en gros et au détail, avec l'entreprise Kubula Stores Ltd, puis il diversifie ses activités en achetant de grandes exploitations et en développant une activité agricole prospère. Il exploite ensuite, via la Zambezi Traffic Company Ltd, une flotte de bateaux à vapeur qui circulent sur le fleuve Zambèze et la rivière Shire. Ces cours d'eau forment à l'époque le principal moyen de transport dans le Protectorat britannique d'Afrique centrale ; afin de développer les liaisons de transport, il milite pour la création d'un chemin de fer dans le pays, dont la construction est approuvée en 1902. Peu après, il s'installe à Londres, quittant définitivement l'Afrique, quoique ses intérêts s'y trouvent toujours.

## Commerce
La British Central Africa Company achète les magasins de Sharrer, Kubula Stores, en 1902. La firme est en concurrence avec l'African Lakes Corporation qui, outre ses commerces urbains, déploie une cinquantaine de magasins, nommés « Mandala », en zone rurale. Après la Première Guerre mondiale, les Kubula Stores sont les principaux concurrents de la chaîne des Mandalas, quoiqu'ils peinent à pénétrer le milieu rural. L'activité des Kubula Stores est vendue à l'African Lakes Corporation dans les années 1920 et la raison sociale correspondante disparaît du registre du commerce en 1943.

## Transport

### Transport fluvial

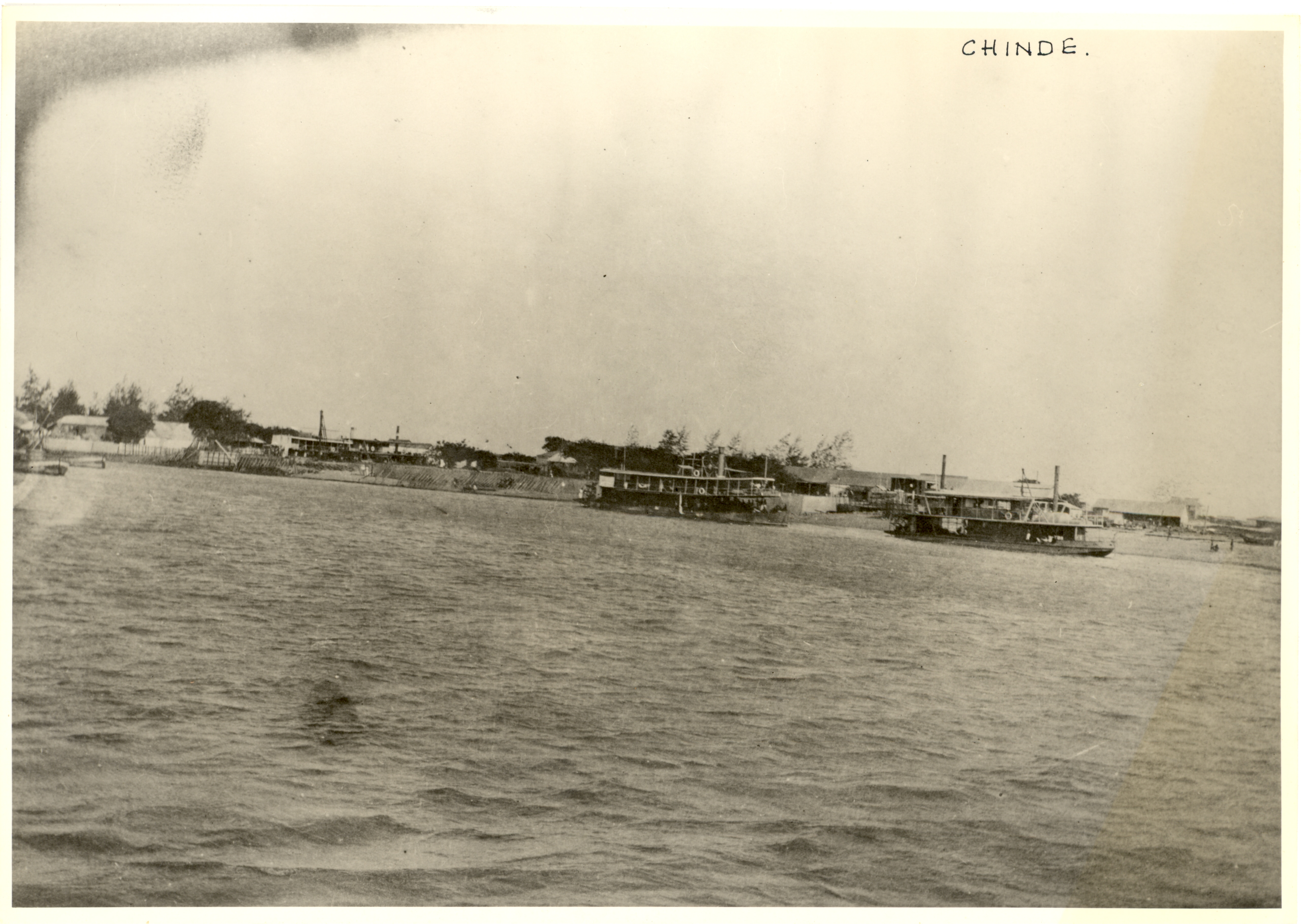
Bateaux sur le Zambèze, à Chinde (1908).

Les activités de la Zambezi Traffic Company de Sharrer sont reprises par la British Central Africa Company en 1902. La compagnie assure un trafic fluvial depuis la concession britannique de Chinde, à l'embouchure du Zambèze, jusqu'à Chiromo sur la rivière Shire ; à l'ouverture du chemin de fer qui va de Port Herald (de nos jours Nsanje) à Chiromo en 1908, Port Herald devient le nouveau terminus pour les services fluviaux. La Central Africa Railway ouvre une ligne de Port Herald à Chindio, sur la rive nord du Zambèze, en 1914. La British Central Africa Company assure ses services de Chinde à Port Herald en saison des pluies, mais ne va pas au-delà de Chindio lorsque le niveau des eaux est bas. Lorsqu'en 1922 la Trans-Zambezia Railway achève une nouvelle ligne, qui va de la rive sud du Zambèze à Beira, elle reprend les bateaux de la British Central Africa Company et les utilise comme ferries pour traverser le Zambèze.

### Chemin de fer

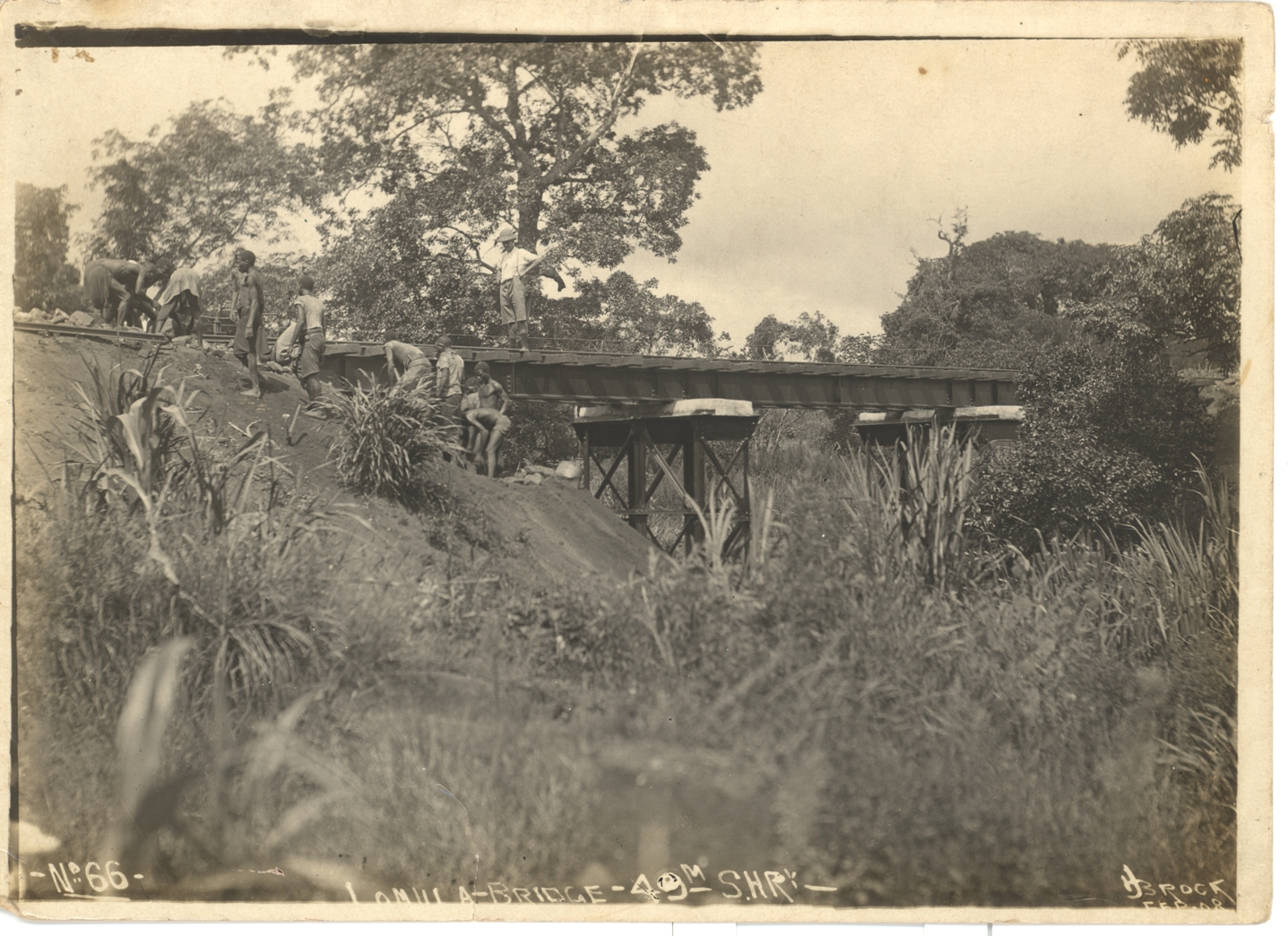
Travaux au niveau du pont de Lomula, ligne de la Shire Highlands Railway en 1908.

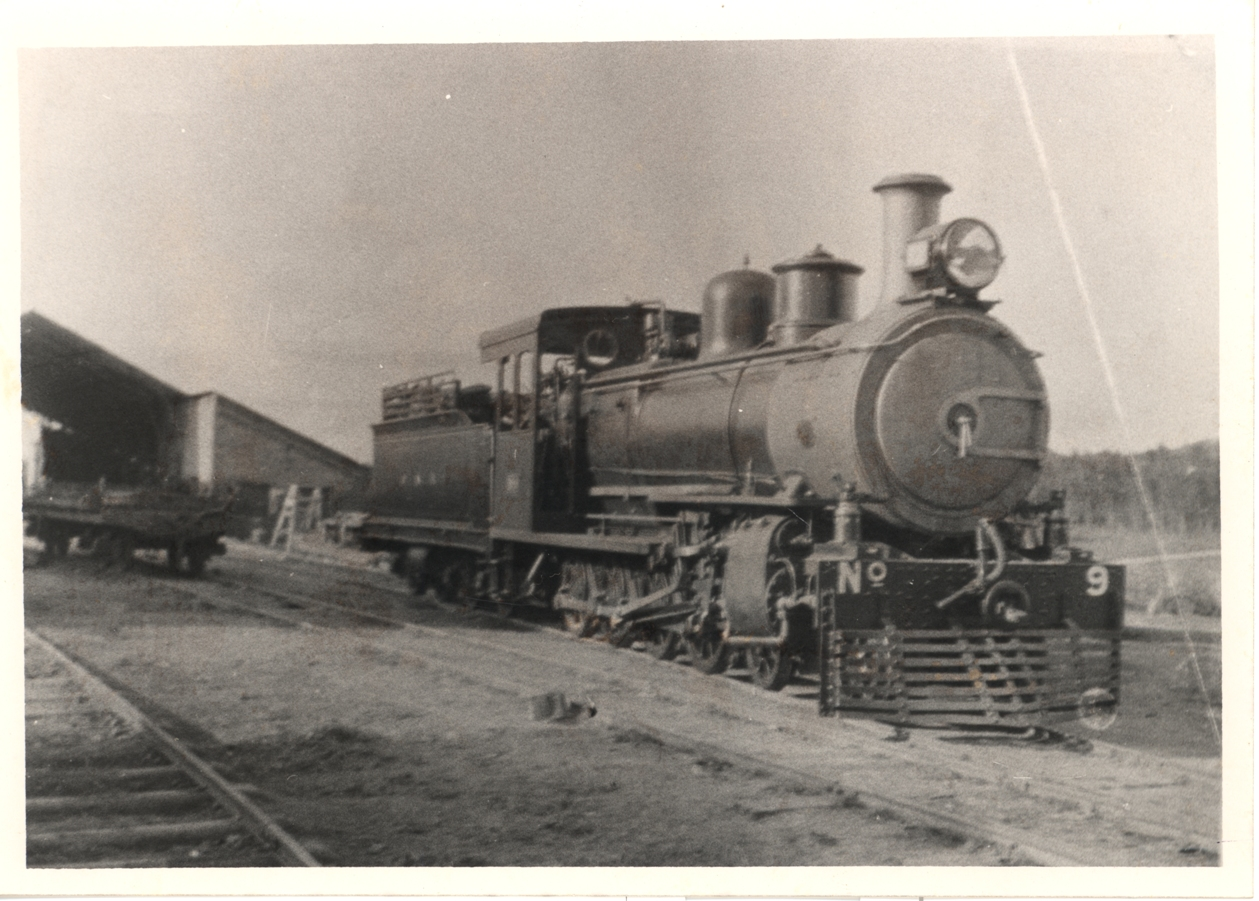
Locomotive à Limbe, mai 1924.

La British Central Africa Company est un important actionnaire de la Shire Highlands Railway et de la Central Africa Railway. En 1930, les Nyasaland Railways sont créés pour reprendre conjointement les activités de la Shire Highlands Railway et de la Central Africa Railway. Cela fait que la BCAC est un gros actionnaire de cette nouvelle entreprise. L'entreprise prend le nom de The Central Africa Company, et elle devient une filiale de Lonrho (Malawi) en 1964. Lonrho achète The Central Africa Company en grande partie par intérêt pour son portefeuille d'actions ferroviaires, mais elle acquiert aussi dans l'opération 3 500 acres de plantations de thé, deux usines de thé et quelques autres petits domaines agricoles,.

## Propriétés foncières
La BCAC est la deuxième, après la British South Africa Company de Cecil Rhodes, des quatre grandes compagnies coloniales à l'époque du Nyassaland qui, ensemble, possèdent 3,4 millions d'acres de terrain, la majorité des terres fertiles du pays, sur les hauts plateaux de la Shire. Eugene Sharrer est propriétaire de trois grands domaines et de deux plus petits, largement inexploités lorsque leur propriété est transférée à la BCAC. Ils se situent sur les plateaux, mais aussi dans la vallée de la Shire. La BCAC achète 372 500 acres auprès de Sharrer en 1902. Les deux domaines les plus productifs se situent dans la vallée de la Shire, Kupimbi, environ 68 000 acres autour du cours moyen de la Shire, où pousse le tabac, et Chelumbo, environ 132 000 acres dans la haute vallée de la Shire, où pousse du coton. Un troisième domaine dans la vallée, d'une surface de 17 000 acres près de Chikwawa, est lui aussi dévolu à la culture du coton. La compagnie possède deux autres domaines sur les hauts plateaux de la Shire. Le domaine situé à Cholo (de nos jours Thyolo) est, à l'origine, le plus grand, excédant 150 000 acres, mais, en 1920, 20 000 acres sont vendues ou louées. Environ 6 000 des 28 000 acres du domaine de Kubula, au nord-est de Blantyre sont aussi vendues ou louées ; la région est par ailleurs surpeuplée, avec 5 713 locataires-résidents enregistrés en 1929, et 4 500 en 1939, dont la plupart ont charge de famille. En 1924, la compagnie avait loue ou vend 77 000 acres de ses possessions originelles de 372 500 acres. Sur les 295 500 acres que la BCAC possède cette année-là, elle en exploite directement 6 000 environ, le reste étant cultivé par des « locataires » ou laissé en jachère,. Jusqu'au milieu des années 1930, la BCAC perçoit relativement aisément les loyers de ses locataires, mais, à la suite de l'ordonnance de 1928 sur les autochtones dans les domaines privés, qui autorise les propriétaires à expulser sans motif jusqu'à 10 % de leurs locataires en 1933 et à procéder de même tous les cinq ans par la suite, elle commence à expulser un nombre significatif de résidents : 10 % des résidents sont expulsés de son domaine de Cholo en 1933 ; c'est le seul des grands domaines à procéder de la sorte. En 1947, certains des anciens baux sont arrivés à expiration et la compagnie détient en propre 329 000 acres et en exploite directement 29 000.
En 1948, le gouvernement met sur pied un comité d'aménagement du territoire qui préconise, dans son premier rapport, que le gouvernement rachète les terres non-exploitées ou occupées massivement par des Africains. Cela suppose de racheter environ les deux-tiers des terres possédées par la BCAC. L'entreprise lutte depuis longtemps pour conserver ses terres, dont une grande partie est inexploitée, prétendant que l'épuisement des sols, l'érosion, la déforestation et la faible production seraient les conséquences d'une réoccupation par des petits propriétaires. En 1948, la compagnie ne veut toujours pas vendre ses meilleures terres au gouvernement, mais elle est d'accord pour vendre les plus mauvaises. Cette même année, le gouvernement achète des terres à la BCAC dans la région de Chingale, dans la partie occidentale du district de Zomba, pour les convertir en terres régies par le droit coutumier et réinstaller les Africains évacués d'autres domaines de la vallée de la Shire et des hauts plateaux. Le programme de réinstallation de Chingale se déroule de 1948 à 1954.
En 1949, à la suite d'une sévère famine, Geoffrey Colby, gouverneur du Nyassaland de 1948 à 1956, essaie de convaincre les grandes compagnies foncières de vendre leurs terres sous-utilisées pour la réinstallation. Il précise cependant qu'il n'utilisera pas son droit de préemption, et qu'il préfère un accord amiable. En renonçant par avance à user de la contrainte, il apporte un appui indirect à la volonté de la BCAC de conserver ses terres. En 1955, le gouvernement du Nyassaland achète près de 36 470 acres dans le district de Cholo aux fins de réinstallation de 24 600 locataires de la BCAC. Avant cela, la compagnie possédait 74 262 acres abritant 36 400 résidents. Elle conserve 38 143 acres, mais, sur 11 800 résidents, 3 240 sont transférés sur des terres de la Couronne. Néanmoins, ce n'est qu'en 1962, alors que l'indépendance se profile clairement, que la compagnie accepte de vendre ses terres en surplus, ne gardant que les plus profitables. Au moment de son rachat par Lonrho en 1964, la BCAC possède 3 500 acres de plantations de thé, deux usines de thé et quelques autres petits domaines. Devenue Central Africa Company Ltd, elle est vendue en 1997, avec ses biens fonciers, à l'African Plantations Corporation.

### Organisation du travail
La production des grands domaines agricoles repose sur le système du thangata dans lequel des locataires-résidents africains effectuent un travail agricole, au lieu de payer un loyer, pour pouvoir bénéficier d'une parcelle de terrain sur laquelle ils font pousser leur nourriture. Au début, les propriétaires exigent deux mois de travail par an et par adulte mâle, un mois pour le loyer et un autre pour rembourser la taxe d'habitation (« hut tax ») payée par le propriétaire au nom de ses locataires. Usuellement, les veuves et les femmes célibataires en sont exemptées. Cependant, en certains endroits, le thangata est abusivement augmenté, le mois de travail devenant six semaines de cinq jours, soit trente jours pleins au lieu d'un mois calendaire avec les dimanches de repos ; on exige aussi ce travail des femmes chefs de ménage. 
Les besoins en main-d'œuvre diminuent dans les années 1920 et la BCAC est la première compagnie à modifier le système du thangata. Elle distribue des semences à ses locataires, lesquels sont, sous supervision, chargés de faire pousser tabac ou coton ; ils revendent ensuite, à bas prix, leurs récoltes à la compagnie. Une législation, l'ordonnance sur les autochtones des domaines privés de 1928, entérine ces dispositions, autorisant les propriétaires à se faire payer en argent, en produits agricoles ou en journées de travail, les quantités acceptables étant fixées pour chaque district par le gouvernement. À cette époque, le terme thangata s'applique donc à la fois aux loyers en nature, courants dans les plantations de tabac et de coton, aux paiements monétaires et à l'ancien système sous forme de jours de travail, qui persiste dans les plantations de thé nécessitant une main-d'œuvre directe.

### Productions

#### Coton
Le coton est d'abord planté dans la vallée de la Shire par Eugene Sharrer et la British Central Africa Company poursuit la production dans les domaines de Chelumbo et Chikwawa. À partir de 1903, la BCAC encourage la culture du coton par les petits propriétaires Africains dans la haute vallée de la Shire ; elle distribue des semences de coton égyptien, de faible valeur. L'entreprise donne des conseils de culture et s'engage à acheter les récoltes à prix garanti (mais bas). Il n’y a pas de pénurie de terres dans la haute vallée de la Shire, la BCAC n’exploite qu’une petite partie de ses terres et, jusqu’aux années 1930, elle tolère des résidents, qu'elle qualifie de squatters, qui ne paient pas de loyer. 
Les locataires doivent travailler pour le compte de la compagnie selon le système du thangata ou bien faire pousser du coton qu'ils doivent revendre à la compagnie, mais les terres disponibles pour les cultures vivrières sont en général abondantes. Les efforts du gouvernement pour faire du coton une culture de rente sont en grande partie infructueux car les prix sont bas et les paysans préfèrent se consacrer à la production de nourriture. La BCAC possède une filature pour traiter son coton jusqu'en 1961. En 1971, l'achat et le traitement du coton des petits producteurs est contrôlé par un organisme para-étatique.

#### Tabac

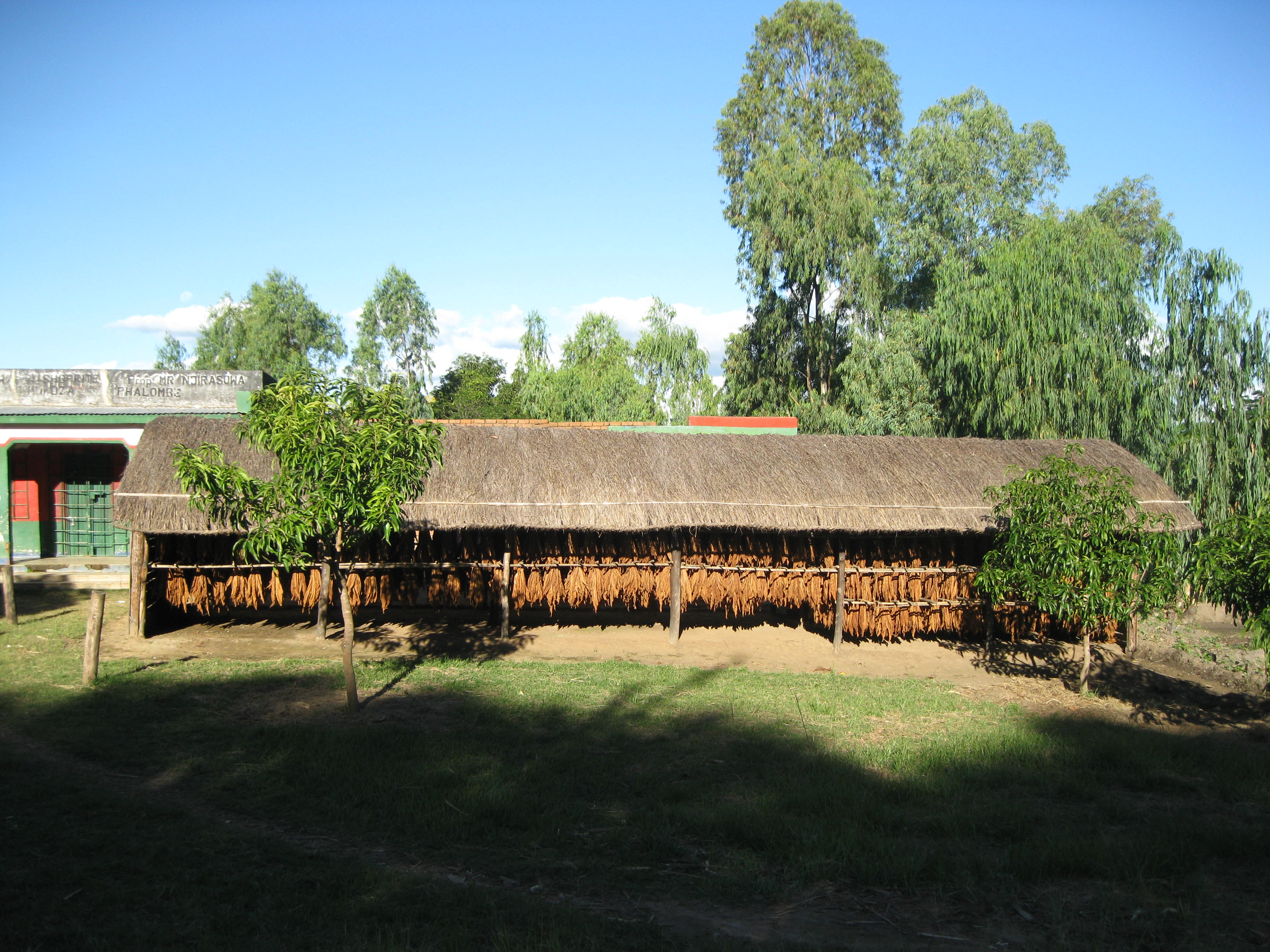
Un séchoir à tabac au Malawi.

Les terres de Sharrer dans le district de Cholo, rachetées en 1902 par la BCAC, restent relativement sous-exploitées et sous-peuplées durant les deux premières décennies du xxe siècle. De petites quantités de coton, de sisal et de tabac sont produites, mais les cultures sont frappées par des maladies. Les prix du sisal sont bas et le climat frais ne convient pas au coton. Avec la construction de la ligne de chemin de fer allant de Port Herald à Blantyre, en 1908, les domaines commencent à produire du tabac flue-cured et la BCAC entre en affaires avec l'Imperial Tobacco. La BCAC importe des semences de bonne qualité et fait appel à des experts ; elle produit d'abord des feuilles pour les cigares, puis s'oriente vers des feuilles séchées destinées aux cigarettes. En 1907 elle possède 14 des 119 séchoirs à tabac du protectorat. À la fin de la Première Guerre mondiale, l'entreprise lance un programme visant à installer d'anciens soldats sur des terres inexploitées en tant que cultivateurs de tabac. Cinquante personnes s'installent sur des fermes de 1 000 acres chacune environ. Entre 1920 et 1924, la plupart font faillite ; aucun des exploitants n'était fermier à l'origine ou n'avait suivi de formation agricole. Quelques-uns survivent jusqu'à une sévère crise qui affecte les prix du tabac flue-cured après 1927, qui les oblige à trouver un autre travail. Après 1927, la production de tabac dark-fired, provenant des domaines agricoles et des terres de la Couronne, surpasse celle du tabac flue-cured, et la BCAC devient principalement, avec son organisation où elle supervise le travail de ses locataires, un intermédiaire commercial de ces derniers.

#### Thé

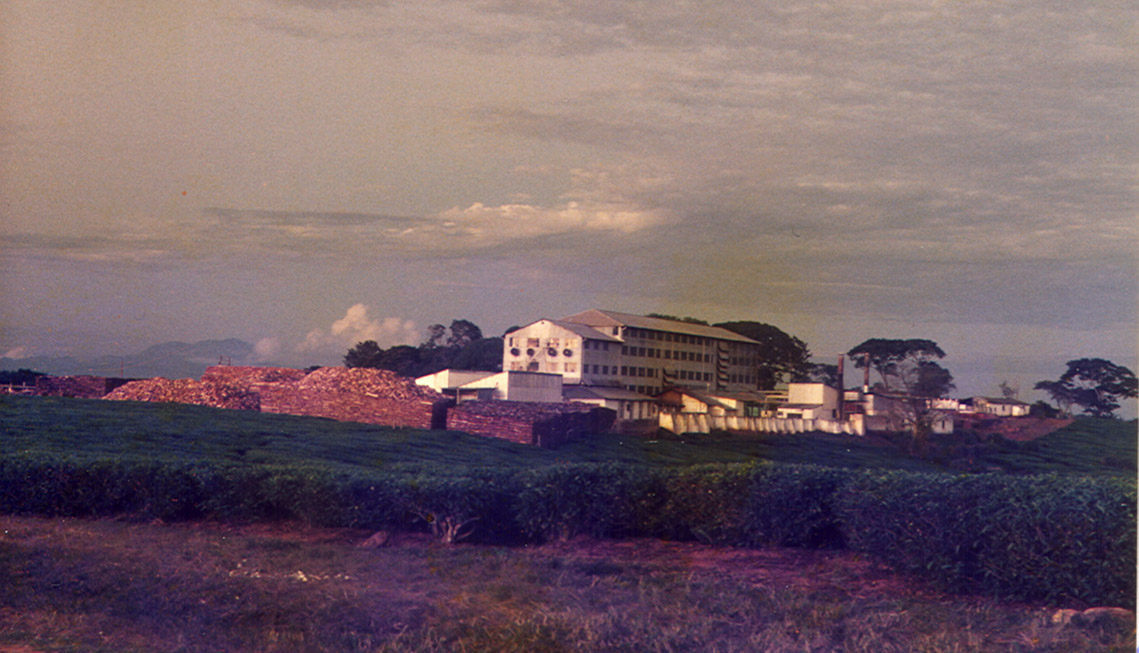
Une plantation de thé à Thyolo, en 1984.

Il faut beaucoup de temps pour que le thé devienne une production agricole majeure au Nyassaland et, durant la période coloniale, il est presque exclusivement produit par les grands domaines. De 1922 à 1932, les surfaces allouées au thé croissent doucement mais significativement, pour l'essentiel dans le district de Mulanje. Après 1931, sa culture s'étend au district de Cholo où la BCAC possède de grands domaines ; durant les deux décennies qui suivent, la culture du thé augmente régulièrement. Cette croissance amène à une pénurie de main-d'œuvre en 1938. Durant la Seconde Guerre mondiale le phénomène s'atténue mais il redevient critique après 1945. En 1945, sur les 12 321 acres du district de Cholo consacrées au thé, la British Central Africa Company en possède 1 147, ce qui fait d'elle le second plus gros producteur de ce district. 
L'entreprise fait appel à des travailleurs salariés qui forment une grande partie de ses effectifs, mais par ailleurs, en 1946, son directeur local se plaint que le thangata est devenu pratiquement inapplicable, les travailleurs ne respectant pas leurs contrats en toute impunité. La BCAC entretient de très mauvaises relations avec les locataires de ses deux domaines situés dans le nord de Cholo et est incapable de faire respecter l'impopulaire thangata ou de faire travailler les locataires le dimanche.

## Émeutes de Cholo
À Cholo, la majeure partie des 103 957 acres que la société possède dans le district est sous-exploitée et les populations locales souhaitent avoir accès à ces terres. En 1945, la BCAC impose des restrictions sur la taille des jardins que les locataires peuvent planter pour leur propre usage, et nombre d'entre eux refusent de payer leur loyer. Quelque 1 250 personnes sont menacées d'expulsion et, bien que le gouvernement en limite le nombre à 120, les personnes épargnées gardent un fort ressentiment à l'encontre de l'entreprise. D'autres crises naissent en 1952 et 1953 lorsqu'un effondrement mondial des prix du thé conduit la BCAC à être déficitaire. Le dirigeant local tente de diminuer les pertes en augmentant le loyer des résidents. L'ordonnance de 1928 sur les autochtones dans les domaines privés fixe le loyer maximum à 20 shillings soit 1 £, mais, revue en 1952, elle fait grimper le plafond à 2,625 £ à partir de juillet 1953. La plupart des compagnies acceptent de ne pas exiger ce maximum, mais la BCAC le demande dès décembre 1952. Nombre des locataires refusent cette augmentation, et l'entreprise émet des avis d'expulsion. Légalement, le gouvernement doit les faire exécuter, mais il y est réticent. En juin 1953, la BCAC accepte de ne pas rendre les expulsions effectives et renonce à exiger l'augmentation. Dans le même temps, les locataires commencent à défricher et à ensemencer les terres en jachère. De nombreuses personnes refusent de payer les taxes et de se présenter devant les tribunaux et des émeutes éclatent à Cholo en août 1953 faisant onze morts et soixante-douze blessés. À la suite, le gouverneur Colby demande que 300 000 acres, y compris de nombreuses terres appartenant à la BCAC, soient acquises par le gouvernement. Le Colonial Office s'y oppose et peu de terres sont en définitive concernées. En 1963, la compagnie conserve 3 500 acres plantées en thé et deux usines de traitement.